# Lothar Jaenicke
Lothar Jaenicke  (Berlim, 14 de setembro de 1923 – 29 de dezembro de 2015) foi um bioquímico alemão, professor do Instituto de Bioquímica da Universidade de Colônia.

## Premiações
- 1963: Prêmio Paul Ehrlich e Ludwig Darmstaedter
- 1979: Medalha Otto Warburg
- 1984: Medalha Richard Kuhn
- 2000: Medalha Lorenz Oken

## Publicações
- Profile der Zellbiologie. 36 Porträts aus der deutschen Geschichte. Hirzel, Stuttgart 2010, ISBN 978-3-7776-1693-3.
- Profile der Biochemie. 44 Porträts aus der deutschen Geschichte. Hirzel, Stuttgart 2007, ISBN 978-3-7776-1517-2.
- Differenzierung und Musterbildung bei einfachen Organismen (= Rheinisch-Westfälische Akademie der Wissenschaften. Natur-, Ingenieur- und Wirtschaftswissenschaften. Vorträge. 383). Westdeutscher Verlag, Opladen 1990, ISBN 3-531-08383-X.
- Editor: Biochemistry of differentiation and morphogenesis (= Colloquium der Gesellschaft für Biologische Chemie. 33). Springer, Berlin u. a. 1982, ISBN 3-540-12010-6.
- Editor: Biochemistry of sensory functions (= Colloquium der Gesellschaft für Biologische Chemie. 25). Springer, Berlin u. a. 1974, ISBN 3-540-07038-9.
- Sexuallockstoffe im Pflanzenreich (= Rheinisch-Westfälische Akademie der Wissenschaften. Natur-, Ingenieur- und Wirtschaftswissenschaften. Vorträge. 217). Westdeutscher Verlag, Opladen 1972, ISBN 3-531-08217-5.

## Traduções para o alemão
- Bruce Alberts et al.: Molekularbiologie der Zelle. Übersetzt von Lothar Jaenicke (Leitung). VCH Verlags Gesellschaft, Weinheim u. a. 1986, ISBN 3-527-26350-0 (4. Edição. Wiley-VCH, Weinheim 2004, ISBN 3-527-30492-4).